# L'ultimo oracolo
"Se per qualche magia, l'autismo fosse stato eliminato dalla faccia della terra, gli uomini starebbero ancora socializzando intorno a un fuoco di legna dinanzi all'entrata di una caverna." (Temple Grandin)
L'ultimo oracolo (The Last Oracle), è il 5° romanzo della serie Sigma Force scritto dall'autore James Rollins nel 2008. Romanzo del genere avventura e techno-thriller, in Italia è stato pubblicato da Editrice Nord nel 2009.

## Trama
Monte Parnaso, 394 d.C.: l'Oracolo di Delfi sa che i romani distruggeranno il tempio di Apollo, ma ha un'ultima missione da compiere: salvare una bambina più potente di un dio.
Romania, 1959: un gruppo di scienziati sovietici stermina una comunità di zingari: l'obiettivo è rapire i bambini, che possiedono qualità straordinarie i cosiddetti autistici savant.
Nella città di Washington, oggi: prima di morire, un uomo consegna a Grayson Pierce un'antica moneta greca raffigurante l'Oracolo di Delfi.
Durante una visita allo zoo cittadino scompare una bambina speciale e quando viene ritrovata disegna un perfetto ritratto di un componente della Sigma Force creduto morto.
In un laboratorio sotterraneo in Russia nella zona di Čeljabinsk, un uomo senza memoria, Monk (disperso nel romanzo precedente), viene aiutato da tre bambini, segregati come lui a fuggire. Il romanzo racconta di un misterioso esperimento avviato dai nazisti e proseguito durante la Guerra Fredda sia negli Stati Uniti sia in Unione Sovietica per effettuare esperimenti e studi sul potenziamento delle facoltà intellettive.
"I beni più grandi vengono a noi attraverso la follia, quando è data per dono divino."

## Edizioni
- James Rollins, L'ultimo oracolo, traduzione di G.P. Gasperi, collana Narrativa Nord, Nord, 2009,  p. 460, ISBN 978-88-429-1592-8.